# Olympische Sommerspiele 2004/Teilnehmer (Türkei)
| Gelbes Symbol für Goldmedaillen mit stilisierten Olympischen Ringen | Graues Symbol für Silbermedaillen mit stilisierten Olympischen Ringen | Braundes Symbol für Bronzemedaillen mit stilisierten Olympischen Ringen |
| ------------------------------------------------------------------- | --------------------------------------------------------------------- | ----------------------------------------------------------------------- |
| 3                                                                   | 3                                                                     | 4                                                                       |

Die Türkei nahm an den Olympischen Sommerspielen 2004 in Athen teil. 64 Athleten, davon 44 Männer und 20 Frauen, traten in insgesamt 65 Wettkämpfen in zehn Sportarten an. Insgesamt wurden drei Goldmedaillen, drei Silbermedaillen und drei Bronzemedaillen gewonnen, womit die Türkei im Medaillenspiegel den 22. Platz belegte. Fahnenträger bei der Eröffnungsfeier war der Segler Ali Enver Adakan.

## Medaillengewinner
Mit drei gewonnenen Gold-, vier Silber- und vier Bronzemedaillen belegte das türkische Team Platz 22 im Medaillenspiegel.

### Gold
| Name          | Sportart     | Wettkampf                         |
| ------------- | ------------ | --------------------------------- |
| Nurcan Taylan | Gewichtheben | Frauen, Klasse bis 48 kg          |
| Halil Mutlu   | Gewichtheben | Männer, Bantamgewicht (bis 56 kg) |
| Taner Sağır   | Gewichtheben | Männer, Mittelgewicht (bis 77 kg) |

### Silber
| Name              | Sportart  | Wettkampf                                             |
| ----------------- | --------- | ----------------------------------------------------- |
| Atagün Yalçınkaya | Boxen     | Männer, Halbfliegengewicht (bis 48 kg)                |
| Şeref Eroğlu      | Ringen    | Männer, Leichtgewicht, griechisch-römisch (bis 66 kg) |
| Bahri Tanrıkulu   | Taekwondo | Männer, Klasse bis 80 kg                              |

### Bronze
| Name               | Sportart     | Wettkampf                                             |
| ------------------ | ------------ | ----------------------------------------------------- |
| Sedat Artuç        | Gewichtheben | Männer, Bantamgewicht (bis 56 kg)                     |
| Reyhan Arabacıoğlu | Gewichtheben | Männer, Mittelgewicht (bis 77 kg)                     |
| Mehmet Özal        | Ringen       | Männer, Schwergewicht, griechisch-römisch (bis 96 kg) |
| Aydin Polatci      | Ringen       | Männer, Superschwergewicht, Freistil (bis 120 kg)     |

## Teilnehmer nach Sportarten

### Bogenschießen
- Damla Günay
Frauen, Einzel: 38. Platz
Frauen, Mannschaft: 10. Platz

- Zekiye Keskin Şatır
Frauen, Einzel: 17. Platz
Frauen, Mannschaft: 10. Platz

- Natalia Nasaridse
Frauen, Einzel: 49. Platz
Frauen, Mannschaft: 10. Platz

- Hasan Orbay
Männer, Einzel: 33. Platz

### Boxen
- Selçuk Aydın
Leichtgewicht: 17. Platz

- Mustafa Karagöllü
Halbweltergewicht: 9. Platz

- İhsan Yıldırım Tarhan
Halbschwergewicht: 5. Platz

- Sedat Taşcı
Federgewicht: 17. Platz

- Bülent Ulusoy
Weltergewicht: 9. Platz

- Sedat Üstüner
Mittelgewicht: 17. Platz

- Atagün Yalçınkaya
Halbfliegengewicht: Silber

### Gewichtheben
- Reyhan Arabacıoğlu
Männer, Mittelgewicht: Bronze

- Sedat Artuç
Männer, Bantamgewicht: Bronze

- Aylin Daşdelen
Frauen, Leichtgewicht: 4. Platz

- İzzet İnce
Männer, Leichtschwergewicht: DNF

- Halil Mutlu
Männer, Bantamgewicht: Gold

- Taner Sağır
Männer, Mittelgewicht: Gold

- Sibel Şimşek
Frauen, Leichtschwergewicht: DNF

- Nurcan Taylan
Frauen, Fliegengewicht: Gold

- Hakan Yılmaz
Männer, Mittelschwergewicht: 6. Platz

### Judo
- Bektaş Demirel
Männer, Halbleichtgewicht: Viertelfinale

- Neşe Şensoy Yıldız
Frauen, Extraleichtgewicht: Viertelfinale

- Selim Tataroğlu
Männer, Schwergewicht: 7. Platz

### Leichtathletik
- Elvan Abeylegesse
Frauen, 1500 Meter: 8. Platz
Frauen, 5000 Meter: 12. Platz

- Eşref Apak
Männer, Hammerwurf: 2. Platz (Medaille nicht vergeben)[1]

- Anzhela Atroshchenko
Frauen, Siebenkampf: DNF

- Yeliz Ay
Frauen, 20 Kilometer Gehen: 33. Platz

- Selahattin Çobanoğlu
Männer, 800 Meter: Vorläufe

- Filiz Kadoğan
Frauen, Kugelstoßen: 33. Platz in der Qualifikation

- Ebru Kavaklıoğlu
Frauen, 5000 Meter: Vorläufe

- Candeğer Kılınçer Oğuz
Frauen, Hochsprung: 22. Platz in der Qualifikation

- Ercüment Olgundeniz
Männer, Diskuswurf: 26. Platz in der Qualifikation

- Lale Öztürk
Frauen, Marathon: DNF

- Nuray Tezeta Sürekli
Frauen, 5000 Meter: Vorläufe

- Berk Tuna
Männer, Dreisprung: kein gültiger Versuch in der Qualifikation

- Binnaz Uslu
Frauen, 800 Meter: Vorläufe

### Ringen
- Fatih Çakıroğlu
Männer, Klasse bis 96 kg, Freistil: 9. Platz

- Ömer Çubukçu
Männer, Klasse bis 66 kg, Freistil: 7. Platz

- Harun Doğan
Männer, Klasse bis 55 kg, Freistil: 20. Platz

- Şeref Eroğlu
Männer, Klasse bis 66 kg, griechisch-römisch: Silber

- Yekta Yılmaz Gül
Männer, Klasse bis 120 kg, griechisch-römisch: 13. Platz

- Tevfik Odabaşı
Männer, Klasse bis 60 kg, Freistil: 15. Platz

- Mehmet Özal
Männer, Klasse bis 96 kg, griechisch-römisch: Bronze

- Aydın Polatçı
Männer, Klasse bis 120 kg, Freistil: Bronze

- Şeref Tüfenk
Männer, Klasse bis 60 kg, griechisch-römisch: 8. Platz

- Gökhan Yavaşer
Männer, Klasse bis 84 kg, Freistil: 15. Platz

- Hamza Yerlikaya
Männer, Klasse bis 84 kg, griechisch-römisch: 4. Platz

- Ercan Yıldız
Männer, Klasse bis 55 kg, griechisch-römisch: 12. Platz

### Schießen
- Oğuzhan Tüzün
Männer, Trap: 21. Platz

### Schwimmen
- Derya Büyükuncu
Männer, 100 Meter Rücken: 26. Platz
Männer, 200 Meter Rücken: 22. Platz

- İlkay Dikmen
Frauen, 100 Meter Brust: 26. Platz
Frauen, 200 Meter Brust: 19. Platz

- Şadan Derya Erke
Frauen, 100 Meter Rücken: 34. Platz
Frauen, 200 Meter Rücken: 21. Platz

- Gülşah Günenç
Frauen, 100 Meter Schmetterling: 35. Platz
Frauen, 200 Meter Schmetterling: 31. Platz

- Aytekin Mindan
Männer, 200 Meter Freistil: 52. Platz
Männer, 400 Meter Freistil: 41. Platz

- Uğur Orel Oral
Männer, 200 Meter Lagen: 45. Platz

- Yasemin Özlem Taşkın
Frauen, 400 Meter Freistil: 35. Platz

- Kaan Tayla
Männer, 50 Meter Freistil: 39. Platz
Männer, 100 Meter Freistil: 42. Platz

- Onur Uras
Männer, 100 Meter Schmetterling: 49. Platz

### Segeln
- Ertuğrul İçingir
Männer, Windsurfen: 11. Platz

- Ali Enver Adakan
Männer, Finn-Dinghy: 16. Platz

- Selim Kakış & Hasan Kaan Özgönenç
Männer, 470er: 24. Platz

- Kemal Muslubaş
Laser: 33. Platz

### Taekwondo
- Bahri Tanrıkulu
Männer, Weltergewicht: Silber